# Xeranoplium tricallosum
Xeranoplium tricallosum är en skalbaggsart som först beskrevs av Knull 1938.  Xeranoplium tricallosum ingår i släktet Xeranoplium och familjen långhorningar. Inga underarter finns listade i Catalogue of Life.